# Martin Candinas

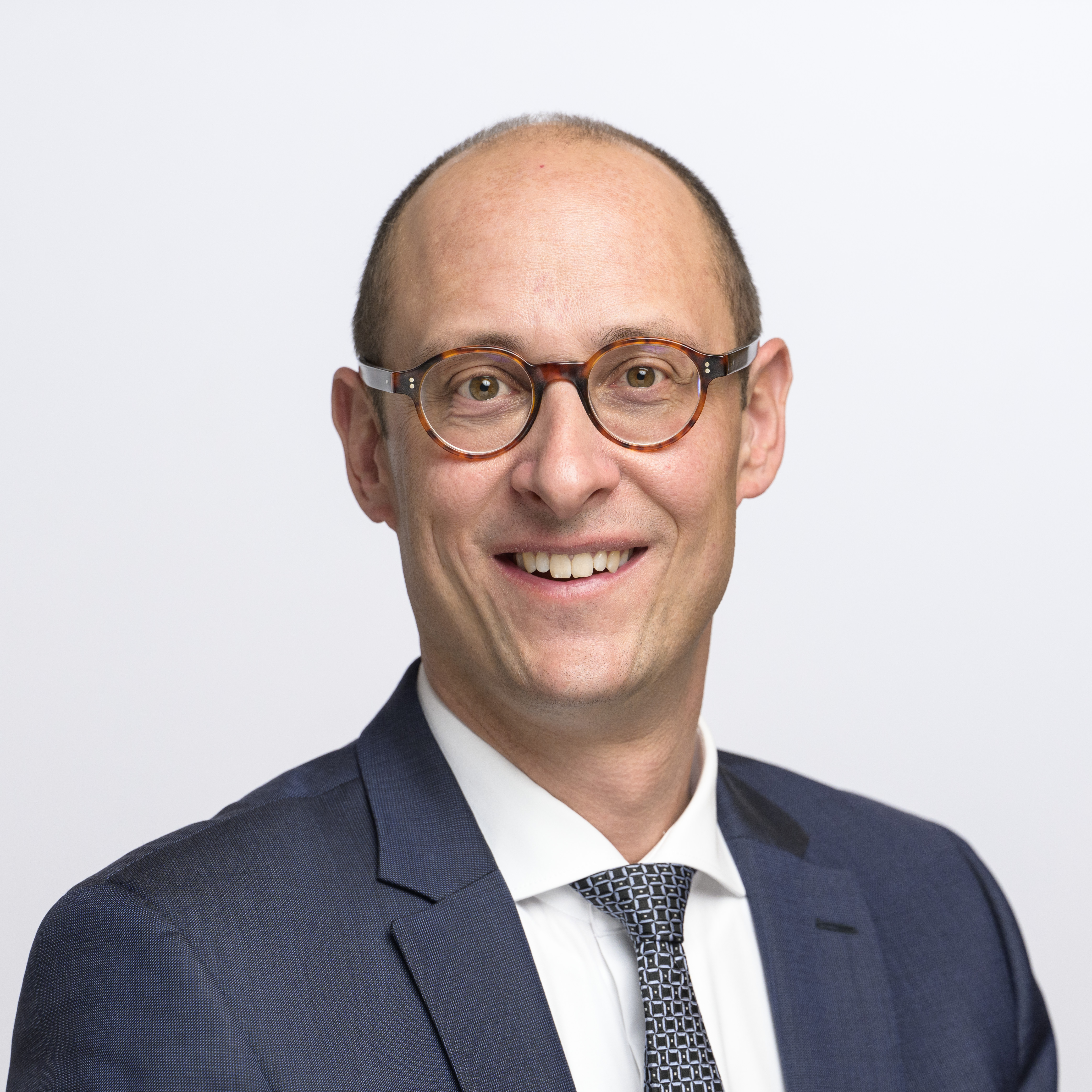
Martin Candinas (2023)

Martin Anton Candinas (* 20. August 1980 in Ilanz; heimatberechtigt in Sumvitg) ist ein Schweizer Politiker (Die Mitte, vormals CVP) und ehemaliger Grossrat im Kanton Graubünden. Seit 2011 ist er Nationalrat, 2022/23 war er Nationalratspräsident.

## Beruf
Nach der Matura Typus E an der Kantonsschule Chur begann Martin Candinas als Kundenbetreuer bei der Krankenversicherung Helsana. Berufsbegleitend besuchte er die IbW Höhere Fachschule Südostschweiz in Chur und schloss 2005 mit dem Diplom als Sozialversicherungsfachmann mit eidgenössischem Fachausweis ab. 2006 stieg er zum Filialleiter bei der Helsana auf. 2011 wurde er Leiter Verkaufskoordination der Generalagentur Chur und leitete in dieser Funktion drei Verkaufsstellen in den Kantonen Graubünden und Glarus. Seit Anfang 2017 hat er ein Teilzeitpensum bei der Helsana.
Candinas ist seit 2016 Präsident der Litra (Informationsdienst für den öffentlichen Verkehr) und des Verbandes Swiss Helicopter Association. Daneben ist er Präsident der Genossenschaft Swiss Drink und Präsident der Stiftung der Päpstlichen Schweizergarde im Vatikan. Ebenfalls seit 2016 ist er Vizepräsident der Schweizerischen Arbeitsgemeinschaft für die Berggebiete (SAB).

## Politik

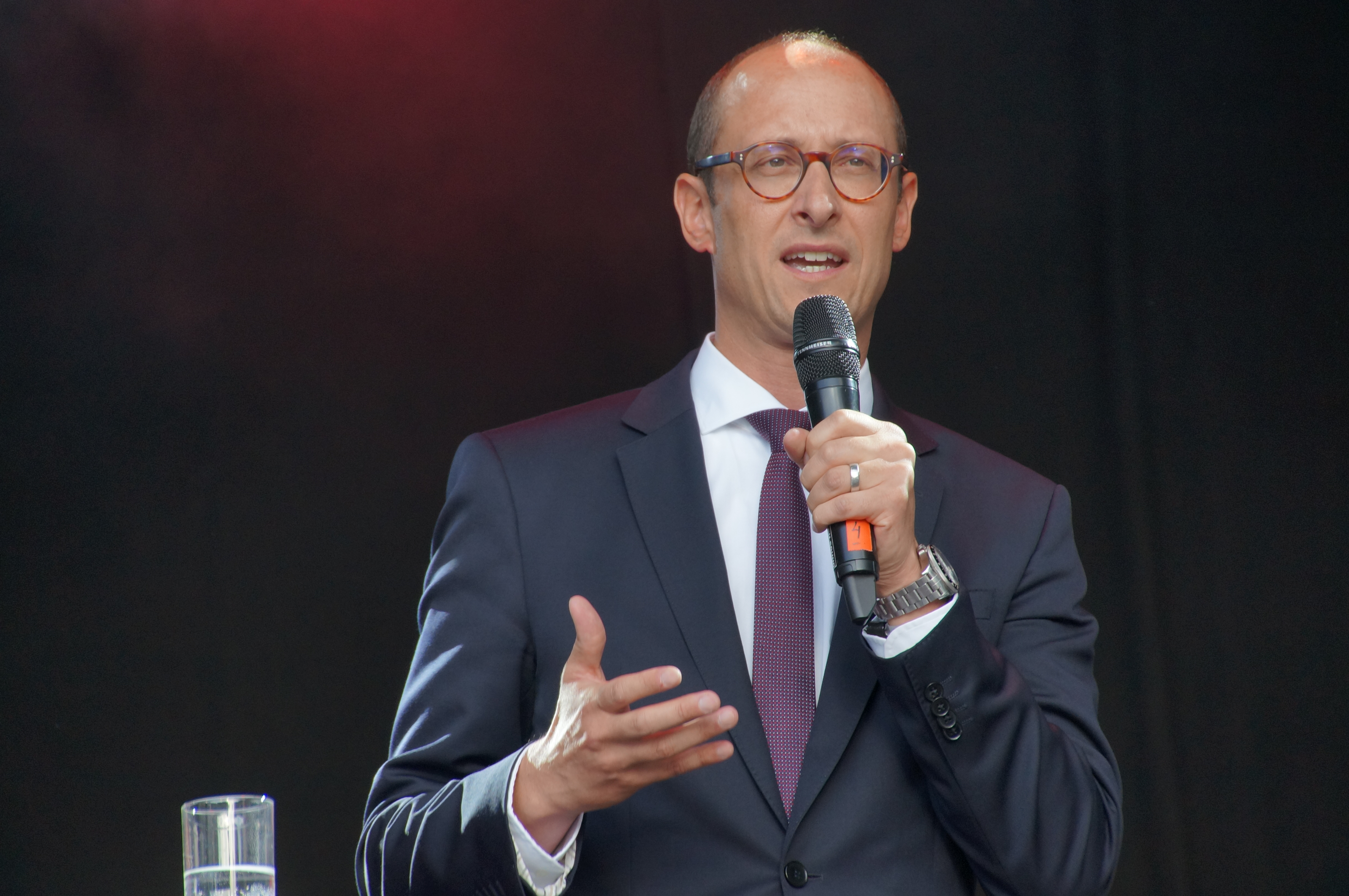
Martin Candinas – Nationalratspräsident (2023)

Seine politische Karriere begann er 1999 als Vorstandsmitglied der Jungen CVP Graubünden. Von 2006 bis 2008 war er auch im Vorstand der Jungen CVP Schweiz aktiv. Von 2006 bis Dezember 2011 vertrat er die Surselva im Grossen Rat des Kantons Graubünden. Bis 2010 war er dessen jüngstes Mitglied. Von 2010 bis Ende 2011 präsidierte er die Kommission für Gesundheit und Soziales des Grossen Rates. Von 2008 bis 2015 war er zudem Vorstandsmitglied der Region Surselva. Für die Nationalratswahlen 2011 wurde er anlässlich der Nominationsversammlung der CVP Graubünden auf den ersten Listenplatz gewählt und schaffte bei den Wahlen den Einzug in den Nationalrat. Bei den Nationalratswahlen 2015 wurde er mit dem kantonsweit zweitbesten Ergebnis wiedergewählt. Bei den Nationalratswahlen 2019 konnte er diesen Erfolg wiederholen. 2023 wurde er mit dem besten Resultat aller Kandidierenden im Kanton Graubünden in den Nationalrat wiedergewählt. Er ist Mitglied der Kommission für Verkehr und Fernmeldewesen sowie der Sicherheitspolitischen Kommission. 
Seine politischen Schwerpunkte liegen in der Regional- sowie der Wirtschafts-, Verkehrs- und Sicherheitspolitik. Nach seiner Wahl in den Nationalrat kämpfte er an vorderster Front gegen die Zweitwohnungsinitiative. Seit deren Annahme setzt er sich für eine möglichst subsidiäre Umsetzung der Initiative ein. Am 1. Oktober 2024 trat eine erste von Candinas initiierte Revision des Zweitwohnungsgesetzes in Kraft. Sein infrastrukturpolitisch wichtigstes Anliegen ist die Sicherstellung der Erschliessung der peripheren Regionen, insbesondere des Berggebiets, durch Strasse, Bahn und schnelles Internet. Die Vorgabe des Bundes für eine Mindestinternetgeschwindigkeit von 10 Mbit/Sekunde geht auf einen erfolgreichen Vorstoss von ihm zurück. Bundesweite Bekanntheit erlangte er durch die Lancierung einer parlamentarischen Initiative zur Einführung eines zweiwöchigen Vaterschaftsurlaubs. Der 2019 vom Parlament verabschiedete zweiwöchige Vaterschaftsurlaub orientiert sich im Wesentlichen an dieser Initiative.
Ein weiterer Schwerpunkt Candinas’ ist der Erhalt eines starken Service public im Bereich Radio- und Fernsehen. Besonders der Erhalt eines qualitativ hochstehenden Radio- und Fernsehangebots für die rätoromanische Minderheit, der er selbst angehört, liegt ihm am Herzen. Er war führender Vertreter der Befürworter im Vorfeld der Volksabstimmung zur Revision des Radio- und Fernsehgesetzes (RTVG) im Juni 2015 und führender Gegner der No-Billag-Initiative im März 2018. Während der Corona-Krise 2020 setzte sich Candinas für die Einrichtung eines souveränen Schweizer Staatsfonds ein, insbesondere um systemrelevante Wirtschaftsbereiche auch in den peripheren Regionen langfristig zu erhalten. Ein verkehrspolitisches Ausrufezeichen setzte er 2025 mit seiner Forderung den Preis der Autobahnvignette auf 80 Schweizer Franken bei gleichzeitiger Senkung des Mineralölsteuerzuschlags zu erhöhen.
Am 29. November 2021 wurde Candinas zum 1. Vizepräsidenten des Nationalrates gewählt, am 28. November 2022 wurde er mit 181 von 189 gültigen Stimmen zum Präsidenten gewählt. Nach dem Rücktritt von Bundesrätin Viola Amherd per Ende März 2025 galt er als einer der Kronfavoriten. Er lehnte eine Kandidatur allerdings ab.

## Persönliches
Martin Candinas hat zwei Söhne und eine Tochter und lebt in Rabius und Chur.